# When I Fall in Love
A When I Fall in Love című 1952-es Doris Day-dal feldolgozása, melyet Rick Astley 1987. november 30.-án jelentetett meg. Ezt a dalt elsősorban a karácsonyi piacra szánták, és ekkor megjelent az eredeti változat is az első kiadás 30. évfordulója alkalmából. A kislemez 250,000 példányszámban fogyott, azonban a Pet Shop Boys éppen aktuális dala megelőzte a dalt. Ettől függetlenül a dal ezüst minősítést kapott a BPI-től. A dal az Egyesült Királyságban 2 hétig volt slágerlistás, és a kislemez B. oldalára felkerült a következő sláger a My Arms Keep Missing You című dal, mely Európában volt sikeres.

## Megjelenések
CD Maxi  Egyesült Királyság RCA – PD 41684
1. When I Fall In Love 3:03 Mixed By – Mark McGuire
2. My Arms Keep Missing You (The No L Mix) 6:48 Mixed By – Phil Harding
3. My Arms Keep Missing You (Dub) 4:58 Mixed By – Phil Harding

## Slágerlista
| Slágerlista (1987–88)                        | Legjobb helyezés |
| -------------------------------------------- | ---------------- |
| Ausztrália (ARIA)                            | 5                |
| Ausztria (Ö3 Austria Top 40)                 | 21               |
| Belgium (Ultratop 50 Flanders)               | 1                |
| Németország (Official German Charts)         | 6                |
| Izland (RÚV)                                 | 11               |
| Írország (IRMA)                              | 2                |
| Olaszország (Hit Parade)                     | 16               |
| Hollandia (Dutch Top 40)                     | 4                |
| Hollandia (Single Top 100)                   | 3                |
| Új-Zéland (Recorded Music NZ)                | 25               |
| Svédország (Sverigetopplistan)               | 12               |
| Svájc (Schweizer Hitparade)                  | 14               |
| Egyesült Királyság (Official Charts Company) | 2                |

## A dalt az alábbi előadók is felvették
- Andy Abraham[17]
- Bebi Dol
- Ray Anthony[18]
- Rick Astley[19]
- Chet Baker[20]
- Tony Bennett
- Brook Benton
- Bob Berg
- Cilla Black
- Andrea Bocelli
- Alfie Boe
- Chris Botti
- Susan Boyle
- Boyz II Men and Michael Bublé
- Ruby Braff
- Karen Carpenter
- Betty Carter
- Chang Fei
- Alma Cogan
- Natalie Cole
- Nat King Cole
- Perry Como
- Sam Cooke
- Kevin Covais
- Johnny Crawford
- Michael Crawford
- Miles Davis
- Doris Day
- Sandra Dee
- Celine Dion and Clive Griffin
- Ken Dodd
- Echo & the Bunnymen
- Duane Eddy
- Jackie Edwards
- Jackie Evancho
- Bill Evans
- The Flamingos
- The Four Preps
- Glenn Fredly and Dewi Sandra
- Janie Fricke
- Bill Frisell
- Lesley Garrett
- Stan Getz
- Kathie Lee Gifford
- Eydie Gormé
- Jim Hall
- Marcia Hines
- Lena Horne
- Engelbert Humperdinck
- Bobby Hutcherson
- Brian Hyland
- Julio Iglesias
- Joni James
- Keith Jarrett
- Etta Jones
- Oliver Jones
- Tom Jones
- Stan Kenton
- Jonathan King
- Tommy Körberg
- Brenda Lee
- The Lettermen
- Yeng Constantino
- Little Willie Littlefield
- Julie London
- Laura Main and Stephen McGann
- Mike Mainieri
- Barry Manilow
- Johnny Mathis
- Maysa
- Les McCann
- Jack McDuff
- Jackie McLean
- Carmen McRae
- Brad Mehldau
- Helen Merrill
- Marcus Miller
- Hank Mobley
- Matt Monro
- Nána Múszhuri
- Anne Murray
- Siti Nurhaliza
- Laura Nyro
- Selena Quintanilla-Pérez
- Peter & Gordon
- Peter and the Test Tube Babies
- The Platters
- Arthur Prysock
- Donny Osmond
- Lou Rawls
- The Real Group
- Kenny Rogers
- Linda Ronstadt
- Diane Schuur
- Sandie Shaw
- Jeri Southern
- Brent Spiner
- Rod Stewart
- Toots Thielemans
- Jaclyn Victor
- Bobby Vinton
- Dinah Washington
- Grover Washington, Jr.
- Russell Watson
- Ben Webster
- Westlife
- Joe Williams
- Wynonna
- Faron Young
- Jim Verraros
- Mia Žnidarič
- Christopher Wong
- Shugo Tokumaru